# Lucio Ferraris
Lucio Ferraris (1687 – 1763) è stato un teologo italiano.

Prompta bibliotheca canonica, 1782 (Fondazione Mansutti, Milano).

Entrato nell'ordine dei francescani, insegnò nel convento di San Bernardino ad Alessandria, dove divenne noto per la sua straordinaria erudizione, motivo per cui divenne qualificatore del Sant'Uffizio. La sua opera principale è Additamenta et correctiones ad promptam bibliothecam, una raccolta del sapere teologico basato su centinaia di fonti e molte sentenze della Sacra Rota. L'autore è considerato un probabilista. Di fatto il suo libro è un'enciclopedia di diritto canonico. Stampata a Bologna in otto volumi nella prima edizione del 1746, è stata ristampata decine di volte nel XVIII secolo. Un esemplare dell'edizione veneziana del 1782 è conservato presso la Fondazione Mansutti di Milano.